# Czuję się świetnie (ścieżka dźwiękowa)
Czuję się świetnie – ścieżka dźwiękowa zespołu Maanam do filmu pod tym samym tytułem wydana w maju 1984 roku przez wytwórnię ARECO. Materiał został wydany tylko na kasecie magnetofonowej.

## Lista utworów
Strona A
1. „Nocny patrol” – 7:49
2. „Die Grenze” – 5:05
3. „French is strange” – 3:05
4. „Jestem kobietą” – 5:32

Strona B
1. „Kocham cię, kochanie moje” – 5:38
2. „Raz-dwa, raz-dwa” – 1:55
3. „Espana for ever” – 4:32
4. „Zdrada” – 3:20
5. „Karuzela marzeń” – 3:09
6. „To tylko tango” – 3:00